# Tamaria floridae
Tamaria floridae är en sjöstjärneart som först beskrevs av Perrier 1881.  Tamaria floridae ingår i släktet Tamaria och familjen Ophidiasteridae. Inga underarter finns listade i Catalogue of Life.